# Reduta Del Fango
Reduta Del Fango (malt. Ridott ta’ Del Fango, ang. Del Fango Redoubt), znana również jako Reduta De Vami (malt. Ridott ta’ De Vami, ang. De Vami Redoubt) – była to reduta w Marsaxlokk na Malcie. Została zbudowana w latach 1715–1716 przez Zakon Maltański jako jedna z serii fortyfikacji nadbrzeżnych dokoła Wysp Maltańskich. Blisko reduty oryginalnie znajdowało się umocnienie (entrenchment).
Reduta Del Fango była częścią łańcucha fortyfikacji broniących zatoki Marsaxlokk, w skład którego wchodziły też trzy inne reduty, olbrzymi Fort San Lucian, dwie mniejsze wieże de Redina, siedem baterii i trzy umocnienia (entrenchments). Najbliższymi fortyfikacjami Reduty Del Fango były Wieża Vendôme na południowy zachód oraz Bateria Wilġa na południowy wschód.
Wygląd Reduty Del Fango był podobny do większości nadbrzeżnych redut budowanych na Malcie. Składała się ona z pięciokątnej platformy z prostokątnym blokhauzem blokującym gardziel reduty.
Obie fortyfikacje, reduta oraz pobliski entrenchment, zostały zburzone i nie ma dziś po nich śladu.